# پرداخت دندان
پرداخت دندان، عمل صاف کردن سطح دندان است. هدف از پرداخت دندان این است که پلاک‌ها نتوانند روی سطح دندان پیشرفت کنند. این عمل توسط یک موتور پلاستیکی فشرده همراه با یک ساینده، انجام می‌شود.
این عمل حتماً باید توسط دندانپزشک انجام گیرد چرا  که پرداخت و پولیش بیش از حد میتواند مضر باشد